# Imkereimuseum
Eine Vielzahl von Imkereimuseen (auch Imkermuseum oder Bienenmuseum, thematisch ähnlich als Honigmuseum) weltweit sind der historischen Entwicklung der Imkerei und Honigproduktion gewidmet. Daneben finden sich bienenkundliche Ausstellungen als Teil von Freilichtmuseen und landwirtschaftlichen Museen.

## Liste der Museen in Deutschland
| Bundesland             | Ort                        | Museum                                                         | Anmerkung | Bild       |
| ---------------------- | -------------------------- | -------------------------------------------------------------- | --- | ---------- |
| Baden-Württemberg      | Beuren                     | Freilichtmuseum Beuren                                         | Die Imkerei wird durch den Bienenwagen aus Ohmden und das Bienenhaus aus Köngen repräsentiert                                                            | Bienenhaus |
| Baden-Württemberg      | Diersburg (Hohberg)        | Hohberger Bienenmuseum                                         | Museum im Diersburger Rathausspeicher mit 600 Exponaten                                                                                                  |            |
| Baden-Württemberg      | Harthausen (Gammertingen)  | Imkereimuseum-Alb                                              | Private Ausstellung seit dem 1. Oktober 2017 |            |
| Baden-Württemberg      | Münstertal/Schwarzwald     | Bienenkunde-Museum Münstertal                                  | Eines der größten Bienenmuseen mit 12 Räumen, auf über 800 m² Ausstellungsfläche                                                                         |            |
| Bayern                 | Feucht                     | Zeidel-Museum Feucht                                           | Das Museum ist im historischen Hutzlerhaus untergebracht                                                                                                 |            |
| Bayern                 | Fladungen                  | Fränkisches Freilandmuseum Fladungen                           | |            |
| Bayern                 | Großweil                   | Oberbayrisches Freilichtmuseum Glentleiten                     | Die Bienenwirtschaft wird durch das Bienenhaus aus Hohenpeißenberg aus der Zeit um 1910 repräsentiert                                                    |            |
| Bayern                 | Herzogenaurach             | Zeidlerhaus World of Bees                                      | Der Lehrbienenstand Zeidlerhaus „World of Bees“ des lokalen Imkervereins besteht seit dem 5. Juli 2015                                                   |            |
| Bayern                 | Illertissen                | Karl-August-Forster Bienenmuseum im Vöhlinschloss              | |            |
| Bayern                 | Weisendorf                 | Heimatmuseum Weisendorf                                        | [ 3 ] [ 4 ] |            |
| Bayern                 | Zandt                      | Grossimkerei Thomas Weiss                                      | |            |
| Berlin                 | Berlin-Reinickendorf       | Imkermuseum Berlin                                             | Angebot des lokalen Imkervereins in der Grundschule am Vierrutenberg                                                                                     |            |
| Brandenburg            | Märkisch Luch OT Möthlow   | Bienenmuseum Möthlow                                           | Seit 2014 geschlossen. Ausstellungsstücke können in Teilen in Elstal bei Karls Erlebnis-Dorf besichtigt werden.                                          |            |
| Bremen                 | Bremen                     | Bienenspeicher                                                 | auf dem Lür-Kropp-Hof |            |
| Hessen                 | Gensungen (Felsberg)       | Bienenkundliches Museum Kartause                               | Das Bienenmuseum in der Alten Kartause Gensungenwird vom lokalen Imkerverein betrieben                                                                   |            |
| Hessen                 | Neu-Anspach                | Freilichtmuseum Hessenpark                                     | Im Hessenpark zeigt das Bienenhaus aus Mammolshain die Imkerei.                                                                                          |            |
| Hessen                 | Niederbeisheim (Knüllwald) | Lebendiges Bienenmuseum Knüllwald                              | |            |
| Mecklenburg-Vorpommern | Lindetal                   | Bienenmuseum Imkerei Sump                                      | |            |
| Mecklenburg-Vorpommern | Neukloster                 | Otto Langusch, Neukloster                                      | |            |
| Mecklenburg-Vorpommern | Quetzin (Plau am See)      | Schau-Imkerei, Plau-Quetzin                                    | |            |
| Niedersachsen          | Celle                      | Treppenspeicher Celle                                          | Präsentation „Imkereiwesen“ im Treppenspeicher aus dem Jahre 1607 und in Teilen des ehemaligen Orangeriegebäudes von 1677 Institut für Bienenkunde Celle |            |
| Niedersachsen          | Hösseringen (Suderburg)    | Landwirtschaftsmuseum Lüneburger Heide                         | |            |
| Niedersachsen          | Helmstedt                  | Museumshof Emmerstedt                                          | |            |
| Niedersachsen          | Kirchlinteln               | De Imkerstuuv                                                  | |            |
| Nordrhein-Westfalen    | Bochum                     | Bauernhausmuseum der Stadt Bochum                              | |            |
| Nordrhein-Westfalen    | Rumeln-Kaldenhausen        | Bienenmuseum Duisburg                                          | |            |
| Nordrhein-Westfalen    | Drensteinfurt              | Dat kleine Immenhuisken                                        | |            |
| Nordrhein-Westfalen    | Rheine                     | Sammlung zur historischen Imkerei                              | |            |
| Nordrhein-Westfalen    | Gescher                    | Westfälisch-Niederländisches-Imkereimuseum                     | |            |
| Sachsen                | Crimmitschau               | Agrar- und Freilichtmuseum Schloss Blankenhain                 | |            |
| Sachsen                | Oberlichtenau (Pulsnitz)   | Kleines Bienenmuseum Pulsnitz-Oberlichtenau                    | |            |
| Sachsen-Anhalt         | Nebra                      | Historischer Bienenstand im Bienenlehrgarten Nebra             | |            |
| Schleswig-Holstein     | Moorrege                   | Bienenmuseum Moorrege                                          | |            |
| Thüringen              | Eisenberg (Thüringen)      | Kleines Bienenmuseum rund um die Biene im Tiergarten Eisenberg | |            |
| Thüringen              | Gera                       | Goldene Weisel im Tierpark Gera                                | |            |
| Thüringen              | Weimar                     | Deutsches Bienenmuseum Weimar                                  | |            |

## Liste der Museen in anderen Ländern
| Land         | Ort                      | Museum                                                                         | Anmerkung | Bild |
| ------------ | ------------------------ | ------------------------------------------------------------------------------ | --------- | ---- |
| Belgien      | Esneux                   | Musée de l’Abeille                                                             |           |      |
| China        | Peking                   | Chinesisches Bienenmuseum                                                      |           |      |
| Griechenland | Rhodos                   | Bienenmuseum (Rhodos)                                                          |           |      |
| Indien       | Udagamandalam            | Honey and Bee Museum, Ooty                                                     |           |      |
| Italien      | Châtillon                | Museo del miele                                                                |           |      |
| Italien      | Ritten                   | Plattner-Hof                                                                   |           |      |
| Japan        | Nakagawa                 | Bienenmuseum (Nakagawa)                                                        |           |      |
| Litauen      | Stripeikiai              | Imkereimuseum Stripeikiai                                                      |           |      |
| Malaysia     | Melaka                   | Bee Gallery Melaka                                                             |           |      |
| Polen        | Swarzędz                 | Freilichtmuseum „Prof.-Ryszard-Kostecki“                                       |           |      |
| Slowenien    | Radovljica               | Bienenmuseum Radovljica                                                        |           |      |
| Spanien      | San Isidro del Guadalete | Museo de la Miel y las Abejas Rancho Cortesano                                 |           |      |
| Ukraine      | Kiew                     | Nationales Bienenmuseum                                                        |           |      |
| Ukraine      | Perejaslaw               | Bienenmuseum im Museum der Volksarchitektur und Lebensweise am mittleren Dnepr |           |      |